# 夏啮
夏齧（？—？），妫姓，夏氏，名齧，中国春秋时期陈国的大夫。
前519年，鸡父之战之后，吴国打败楚国和顿国、胡国、沈国、蔡国、陈国、许国。胡子髡、沈子逞被杀，夏齧壮而顽，被吴国俘虏。根据杜预的《春秋经传集解》，夏齧是夏徵舒的曾孙。蔡元放注小说《东周列国志》则称夏啮为夏徵舒四世孙，且在此战中被吴公子光所杀。